# 火雞肉飯
火雞肉飯（フォージーロウファン）は、七面鳥の肉を用いた、台湾の嘉義市で有名な軽食の1つである。
雞肉飯は台湾の全ての郡と市で販売されているが、それらのほとんどは「嘉義雞肉飯」と名付けられている。

## 由来
第二次世界大戦後 、台湾に駐留した多くの米軍（米国空軍）が七面鳥を持ち込んだ後、嘉義近郊の養殖業家から七面鳥が大量に繁殖した。嘉義近郊は戦後、様々な食材が不足していたため、一般の人が鶏肉を食べるのは容易ではなく、七面鳥ならニワトリよりも栄養価も高く、値段も安い。そして、煮込み豚肉かけご飯（滷肉飯）が、雞肉飯の料理に似ていることを思い付き、地元の屋台で七面鳥を並べて、軽食の食材として使った。
台湾北部では、ほとんど台湾産鶏肉を使って「雞肉飯」を作っているが、嘉義の火雞肉飯ほど有名ではない。

## 調理
伝統的な調理方法は、白飯の上に、細切りにした七面鳥をのせて、七面鳥を丸ごと蒸して煮詰めた汁と、赤たまねぎと豚油を混ぜた汁をかけたもので、香ばしい味わいである。脂っこくない。
台湾の伝統的な店では、七面鳥の上にいくつかの油葱酥（フライドエシャロット）を振りかける。